# Peliostomum
Peliostomum es un género con nueve especies de plantas de flores perteneciente a la familia Scrophulariaceae.

## Taxonomía
El género fue descrito por E.Mey. ex Benth. y publicado en Edwards's Botanical Register t. 1882. 1836.

## Especies aceptadas
A continuación se brinda un listado de las especies del género Peliostomum aceptadas hasta julio de 2011, ordenadas alfabéticamente. Para cada una se indica el nombre binomial seguido del autor, abreviado según las convenciones y usos 
- Peliostomum calycinum
- Peliostomum leucorrhizum
- Peliostomum lugardae
- Peliostomum marlothii
- Peliostomum oppositifolium
- Peliostomum origanoides
- Peliostomum scoparium
- Peliostomum virgatum
- Peliostomum viscosum